# Haute-Asie
La Haute-Asie ou Haute Asie est un ensemble géographique que l'on situe généralement entre l'Asie centrale, la Sibérie et l'Himalaya.

## Délimitation
Le terme peut avoir différentes acceptions, liées à la manière de définir l'Asie centrale. Depuis l'indépendance des ex-républiques soviétiques en 1991, l'expression Asie centrale tend à désigner uniquement l'espace de ces dernières. La Haute Asie comprend donc le Tibet, le Xinjiang et la Mongolie ainsi que la Mongolie intérieure. On y ajoute parfois la Sibérie centrale du Sud, entre le sud du lac Baïkal et l’Altaï.

## Description
En 1892-1894, la Haute-Asie est explorée par le géographe et explorateur Jules-Léon Dutreuil de Rhins, qui trouve la mort dans cette expédition, tué par des Tibétains. Son assistant Fernand Grenard survit et publie en 1897-1898 les observations de la mission,.

Cartes de l'Asie centrale dans F. Grenard Mission en Haute Asie, 1898
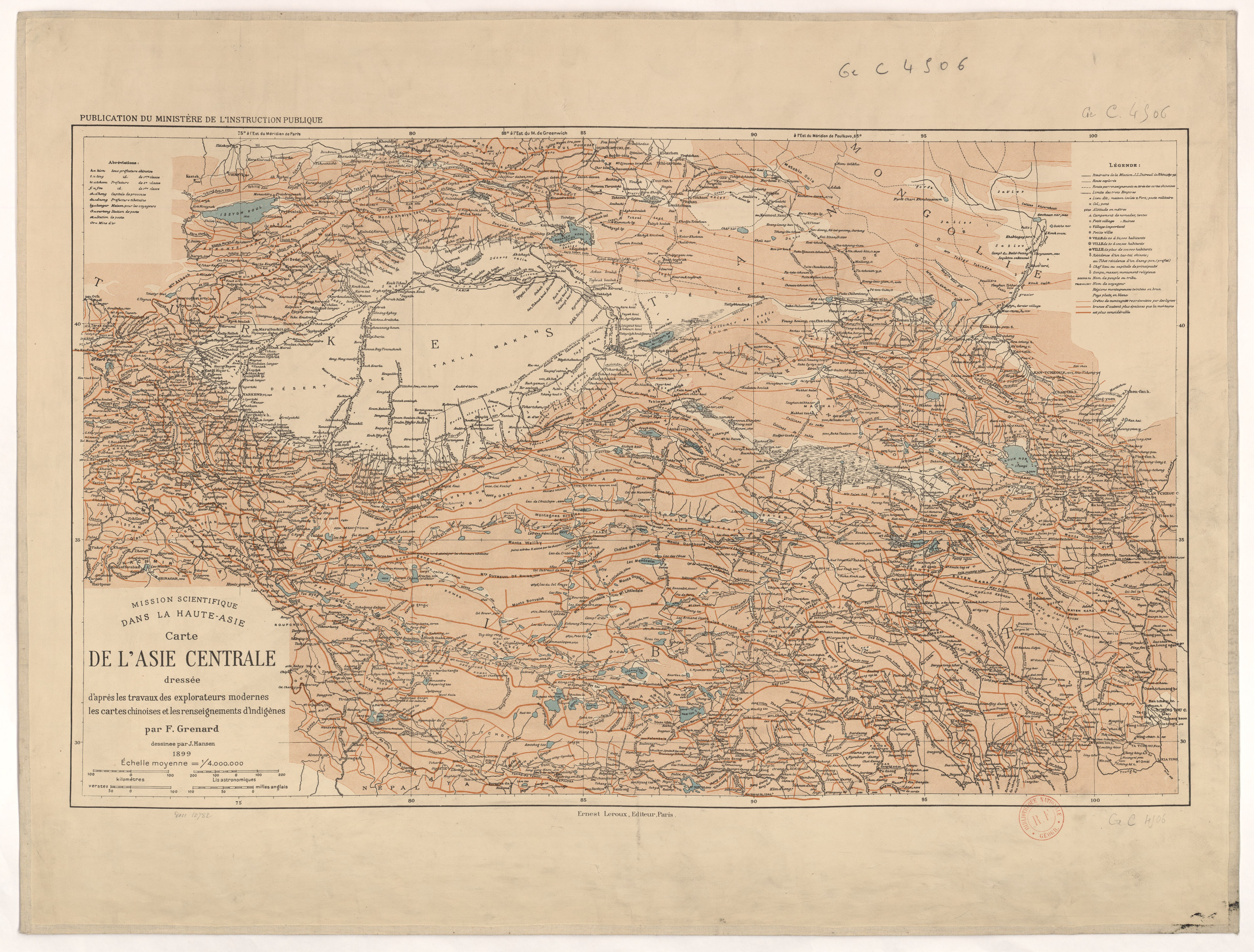
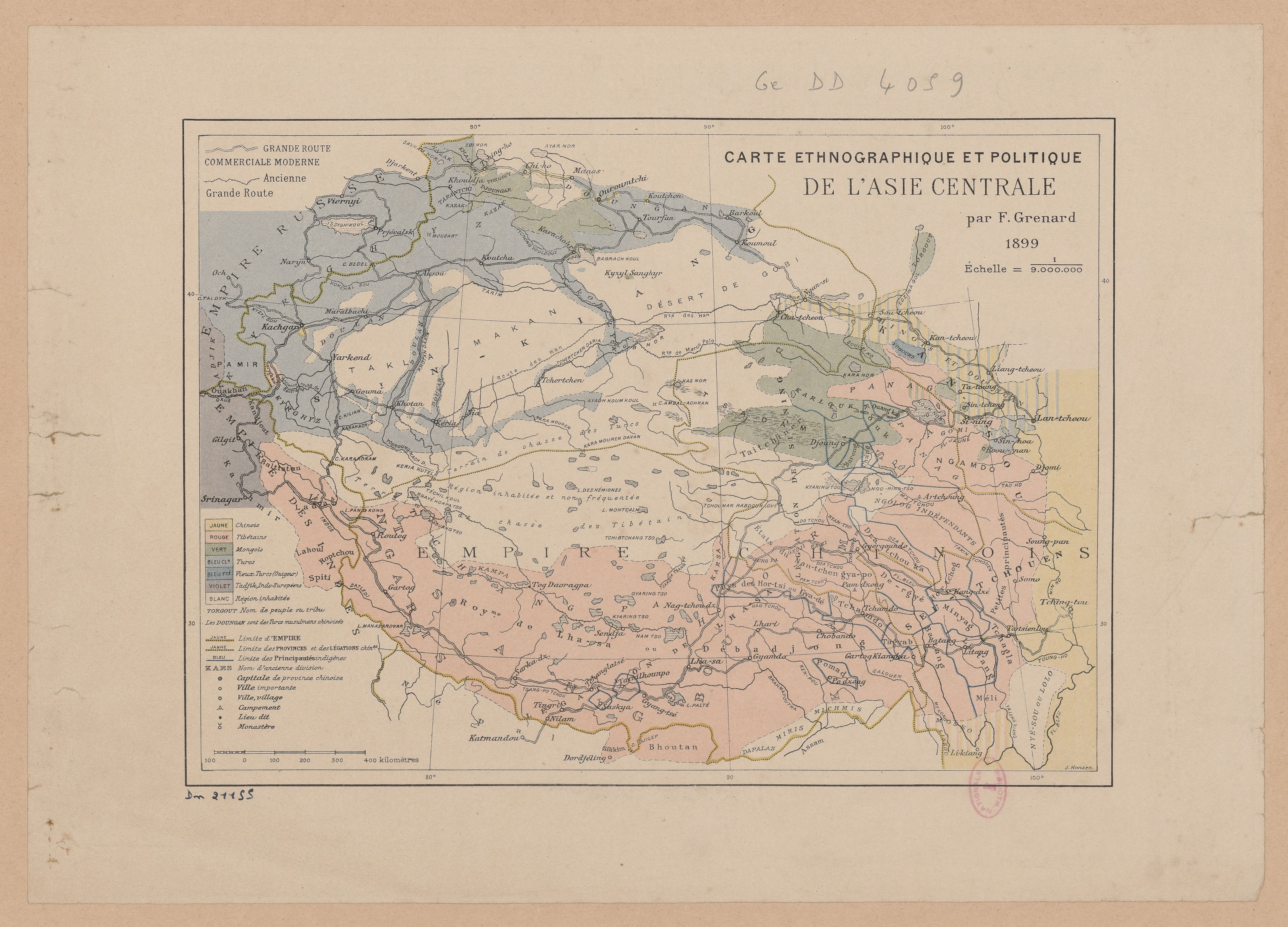

Fernand Grenard rédige la synthèse sur la Haute-Asie publiée dans le tome VIII de la Géographie universelle en 1930. Il y décrit le Tibet, la région qu'on appelait alors le Turkestan chinois et la Mongolie.
La Haute-Asie couvre de nombreux massifs montagneux. À la frontière tadjike, ouzbèke et kirghizstanaise se trouve le massif du Pamir, où se trouve le glacier Fedtchenko, le col Kyzyl-Art à 4282m d’altitude ainsi que la chaine de l’Altaï qui est marquée par ses nombreuses vallées fruit de sources d’eau présentes sur le massif. Ce massif accueille des mouflons, des loups et d’autres espèces
Au nord du Tsangpo se trouve le Transhimalaya, une chaîne de montagne qui est marquée par ses cols qui dépassent dans la majeure  partie des cas les 5000 m d’altitude. On y retrouve, à l’Est, le massif du Nyenchen Tanglha (7000 m d’altitude), ainsi que le lac Namtso à 4718 m d’altitude. Cet espace présente des terres d’agricultures et de pâturages reparties au nord et au sud.
Au sud du Xinjiang se trouve le massif de Kunlun qui crée la frontière entre le plateau tibétain et le désert du Taklamakan. Un massif presque inhabité, d’une altitude variant entre 5000 m et 7000 m d’altitude, où s'est développée la civilisation des Ouïghours au nord du massif d’Altyn Tagh et au sud des Tibétains. La présence de population varie dans l’année en fonction du climat. Cette région est faible en végétation mais accueille certaines espèces (antilope tibétaine, yacks, loups , etc.).
Les frontières entre le Kazakhstan, le Kirghizstan et la Chine se modélisent à travers les Tian shan, une chaîne de montagne s’étendant sur plus de 2500 km d’Est en Ouest. Ce massif a pour point culminant le Mont Pobeda (7439 mètres d’altitude).
La chaine des monts Saïan se situe en Sibérie, et matérialise la frontière entre la Russie et la Mongolie, on y retrouve le lac Baïkal et Khövsgöl, ainsi que le mont Mounkou Sardyk (3491 mètres d’altitude).
Au sud-ouest se trouve le massif asiatique de l’Hindou Kouch, le Kohistan du côté afghan et le Chaitan celui Pakistan. Ils sont reliés par le col Broghil (3798 mètres d’altitude). Ce massif est habité par les populations Kalash dans la région du Chitral, qui y ont trouvé refuge après avoir fait face aux Huns, aux Turcs et aux Mongols. Ils vivent en perpétuant certaines traditions comme celles de leurs cultes, propres aux populations d’Asie centrale. Tandis que le peuple du sud de la Sibérie, les Tsaatans, a subi la colonisation russe.
La région de la Haute-Asie a accueilli plusieurs populations. Les Tartares de Mongolie sont un peuple nomade. Les Tadjiks sont un peuple sédentaire qui est le fruit des déplacements des populations iraniennes et saces, ils pratiquent l'ismaélisme. Certains peuples sont connus pour leur violence, comme les Ngologs, un peuple nomade tibétain qui pratiquait le pillage. Aujourd’hui ils sont rattachés à la province chinoise du Qinghai. Le peuple mongol est un rassemblement de tribus diverses qui aujourd’hui constituent une nation. Les kirghizes originaire de Sibérie partent en Mongolie au VIIIe siècle chassés par d’autres peuples, puis migrent dans le Tian Shan au XVIe siècle, et enfin vers le Pamir pour échapper à l’invasion soviétique du XXe siècle. Aujourd’hui ce peuple semi-nomade vit entre le Tian Shan, le Pamir et Karakorum.
La présence de monastères, de temples dans la Haute-Asie est fréquente, vers le plateau tibétain se trouve le Karakorum. Il est habité par des moines et est connu pour son arbre aux 100 000 feuilles.